# Idrijalin
Idrijalin ali idrialit je mehak mineralni vosek s kemijsko formulo C22H14, ki spremlja živosrebrovo rudo v idrijskem rudniku. Mineral je običajno zelenkasto rumene do svetlo rjave barve z modrikasto fluorescenco. Prvič je bil opisan leta 1832 na njegovem tipskem nahajališču v  Idriji. Zaradi ventljivosti so ga imenovali tudi "vnetljivi cinabarit".

## Nahajališča
Idrijalin je po navadi pomešan z glino, piritom, kremenom in sadro, v idrijskem rudniku s cinabaritom, v Skaggs Springu pa z metacinabaritom, realgarjem in opalom. 
Razen v Idriji so mineral našli tudi v Provansalskih Alpah (Francija), v okolici Prešova (Slovaška), v vasi Olenevo (Zakarpatska oblast, Ukrajina), in na več nahajališčih v Kaliforniji (ZDA).